# Stalactite

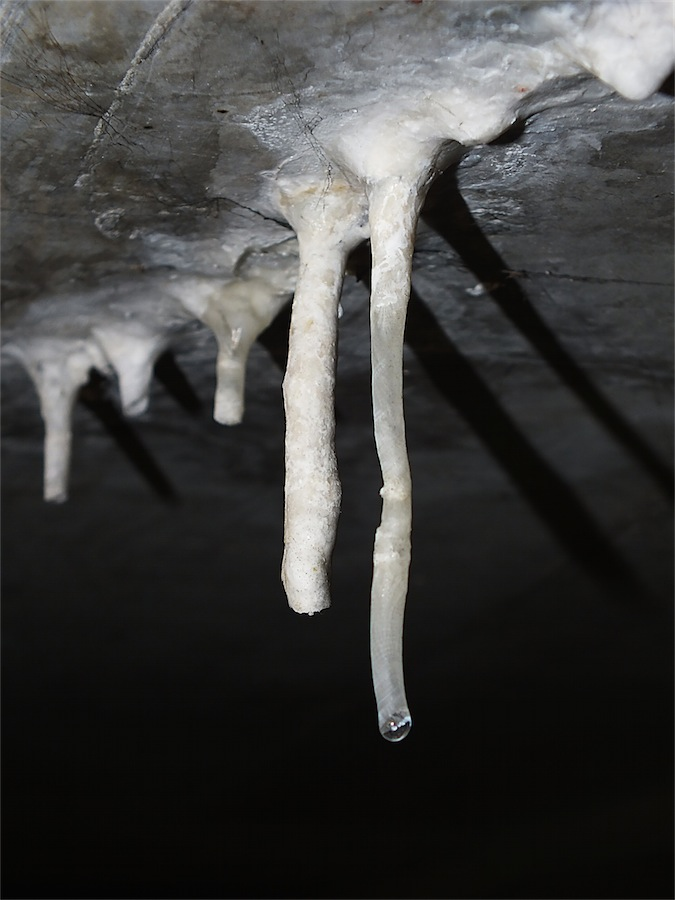
Stalactites formées à la suite du lessivage et de la carbonatation atmosphérique du béton et parfois aussi dénommées en anglais sous le terme peu usité de.

Une stalactite est un type de formation suspendu au plafond des grottes, souterrains, sources chaudes, ou des constructions humaines telles que maisons, ponts, mines, etc. N'importe quelle matière peut former des stalactites à condition qu'elle puisse être soluble, ou se déposer sous forme de colloïde, ou être en suspension, ou être fondue. Le mot stalactite a été formé au XVIIe à partir du grec ancien σταλακτός (stalaktós) « qui coule goutte à goutte ».
Les stalactites peuvent être faites de lave, minéraux, boue, tourbe, poix, geysérite, etc. Une stalactite n'est donc pas nécessairement un spéléothème (concrétions de grottes), bien qu'avec les pagothèmes (de glace), les spéléothèmes soient les formes les plus fréquentes de stalactite en raison du grand nombre de grottes calcaires. Lorsque les concrétions se forment en dehors des grottes, à la surface de structures en béton ou à base de mortier construites par l'homme, on parle parfois aussi en anglais de calthémite (en). Ce néologisme anglo-saxon rarement utilisé provient du latin calx (génitif calcis) "chaux" et du grec théma, "dépôt". Il désigne le plus souvent un dépôt cristallin de CaCO3 formé par la dissolution de la portlandite (Ca(OH)2, une des principales phases présentes dans les minéraux du ciment Portland après son hydratation) suivi de sa précipitation sous forme de carbonate de calcium au contact du CO2 atmosphérique. Ces dépôts résultent donc principalement de la carbonatation du béton consécutive à sa lixiviation (lessivage des ions calcium).
La formation correspondante au sol est la stalagmite formée, la plupart du temps, juste au-dessous d'une stalactite (souvent pagothème).

Formation en laboratoire d'une stalactite, d'une stalagmite et à terme d'un pilier. La couleur bleue est due à l'addition d'ions cuivriques (Cu^{2+}) à la solution mère.

## Formation
En grotte, les stalactites se forment par concrétionnement, correspondant à la dissolution puis la cristallisation à l'air du carbonate de calcium et parfois d'autres sels minéraux. Le principal constituant du calcaire est le carbonate de calcium. Sous l'action du CO2 présent dans l'eau, il se dissout sous forme de bicarbonate de calcium selon la réaction chimique suivante :
CaCO3 (sol.) + H2O (liq.) + CO2 (aq.) → Ca(HCO3)2 (aq.)
Cette solution percole le long de fissures à travers la roche jusqu'à ce qu'elle rencontre un relief propice qui lui permet de tomber goutte à goutte (bord d'un toit, d'une fissure, une aspérité au plafond, etc.). En s'écoulant librement sur les parois, au contact de l'atmosphère de la cavité sous-saturée en CO2, la solution se dégaze progressivement et le CO2 s'échappe. Le sens de la réaction chimique responsable de la formation du bicarbonate de calcium dissout s'inverse et les cristaux de carbonate de calcium précipitent. La réaction inversée est :
Ca(HCO3)2 (aq.) → CaCO3 (sol.) + H2O (liq.) + CO2 (aq.)
Les stalactites se forment généralement sur les parois des voûtes, parfois en ligne en suivant des fissures, des diaclases ou des zones rocheuses plus perméables. Ce sont généralement des concrétions polycristallines qui se forment grâce aux variations régulières du débit d'eau dans le canal axial d'une fistuleuse. Si ce canal se bouche lors d'une période plus sèche (diminution du débit, impuretés), lors d'une reprise d'alimentation, l'eau est forcée à suinter à la surface de la fistuleuse. Dès lors, le diamètre de la concrétion augmente et une nouvelle goutte d'eau donne naissance à une nouvelle fistuleuse qui grandit en longueur. Les stalactites ne proviennent pas nécessairement de la croissance de fistuleuses : elles peuvent croître directement à partir d’aspérités au plafond.
En zone tempérée, les stalactites peuvent parfois être marquées par des cernes à caractère saisonnier. Elles peuvent être colorées par les ions de métaux de transition dissous dans l'eau en contact avec les minéraux de la roche (oxydes de fer et de manganèse, plus rarement des minéraux de cuivre, etc.). La matière organique présente dans les sols de surface peut également contribuer à la coloration des stalactites. Les acides humiques et fulviques confèrent parfois aussi aux stalactites une teinte pouvant aller du jaune au brun orange.
Les stalactites se forment à des vitesses très variables (de quelques centimètres par an à moins d'un millimètre par millénaire), selon la teneur de l'eau en sels dissous, selon le débit de l'eau, et selon la vitesse de dégazage du CO2 ou d'évaporation. La présence de bactéries, parfois sous forme de biofilm, peut également contribuer à la cristallisation de carbonate de calcium sous diverses formes allotropes (calcite, aragonite, vatérite).

## Étymologie
Selon la définition du lexique du Centre national de ressources textuelles et lexicales (CNRTL) le terme stalactite (n.f) désigne une concrétion calcaire. Le terme, comme celui de stalagmite, fut inventé en 1609 par Anselmus Boëtius de Boodt. Cette définition apparaît dans son ouvrage Gemmarum et lapidum historia (Hanovre, 1609, p. 207), comme synonyme de stillatitius lapis (Conrad Gesner (1565), De omni rerum fossilium genere, Tiguri, fol. 30 vo, ibid.: stillatitium lapidem).
Les termes d'origine anglaise speleothem (dépôts calcaires formés exclusivement en grotte) et calthémite (en) (dépôts calcaires se développant à la surface d'ouvrages artificiels en béton (p. ex. stalactites sous le tablier d'un pont, ou dépôts à la surface du bajoyer (paroi verticale) d'une écluse) ne sont apparus que beaucoup plus récemment (en 1953 pour speleothem) et leur usage restreint est le plus souvent limité à celui de la communauté scientifique spécialisée.
En français, un moyen mnémotechnique permet de différencier la stalagmite et la stalactite dont la différence de prononciation se remarque par l'existence du « m » pour stalagmite (qui est la première lettre du verbe « monter ») et l'existence du « t » pour stalactite (qui est la première lettre du verbe « tomber »).
En anglais, il est aussi possible de se souvenir du « c » de stalactite et du « g » de stalagmite en se rappelant l'endroit où elles grandissent: « c » comme ceiling (le plafond) et « g » comme ground (le sol).

## Caractéristiques

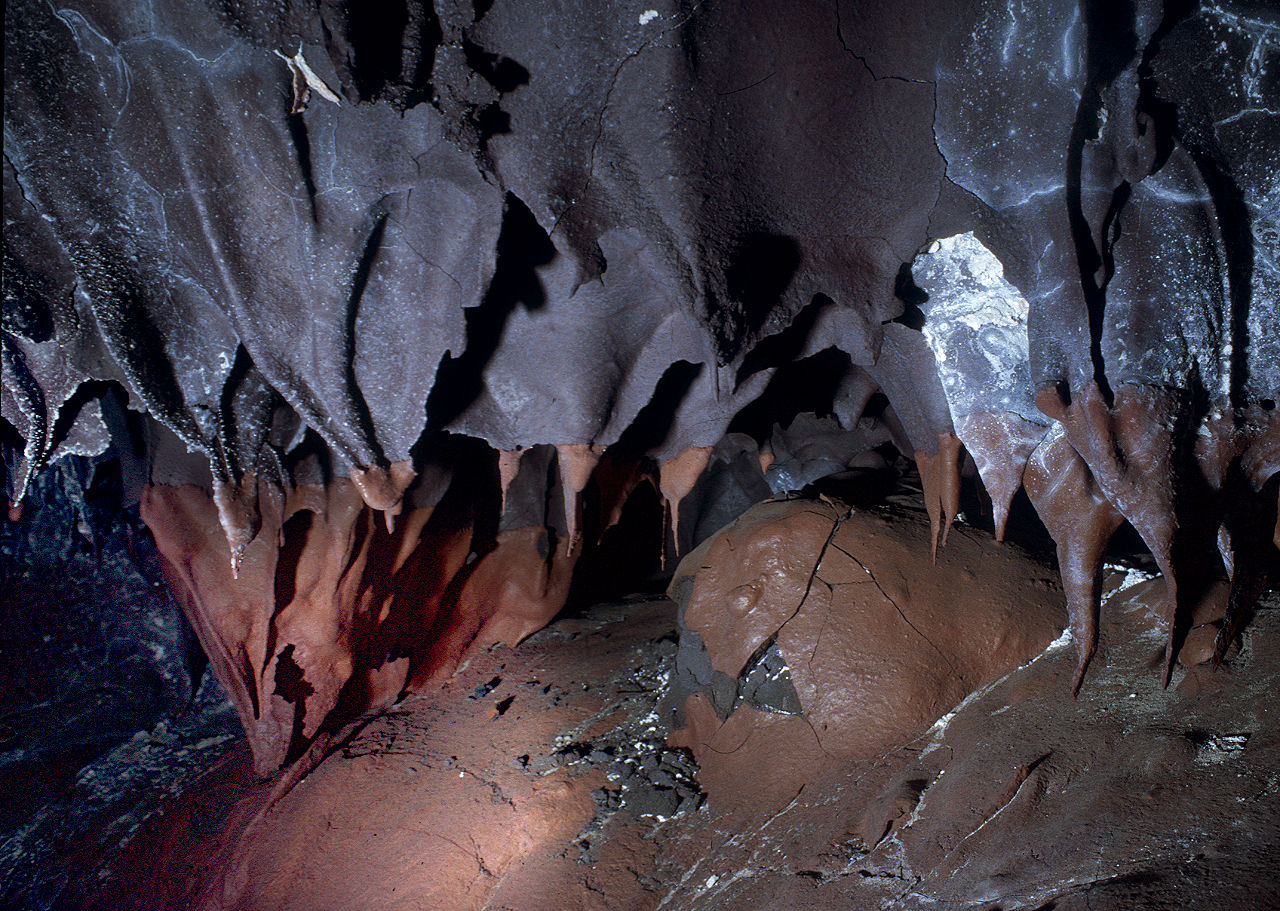
Stalactites en lames évoquant des dents de requin.

Les fistuleuses comme les stalactites ont généralement un canal axial creux, à la différence des stalagmites. Cette propriété explique que certaines stalactites assez longues vibrent quand on les touche, formant en quelque sorte des orgues (sans aucun rapport aux « buffets d'orgues », appellation locale de certaines coulées stalagmitiques).
Certaines stalactites ont des formes courbes ou en lames qui sont liées à la forme des fissures ou à l'influence des microcourants d'air.
Lorsque la goutte d'eau s'écrase au sol, elle abandonne à son tour une nouvelle quantité de CO2. Si cette goutte contient encore suffisamment de carbonate de calcium, par sursaturation, de la calcite se dépose, formant une concrétion montante, la « stalagmite ». Quelquefois, les unes et les autres se réunissent et forment des colonnes (appelés aussi piliers) qui grossissent graduellement et finissent parfois par combler les cavités qui les renferment.

## Galerie

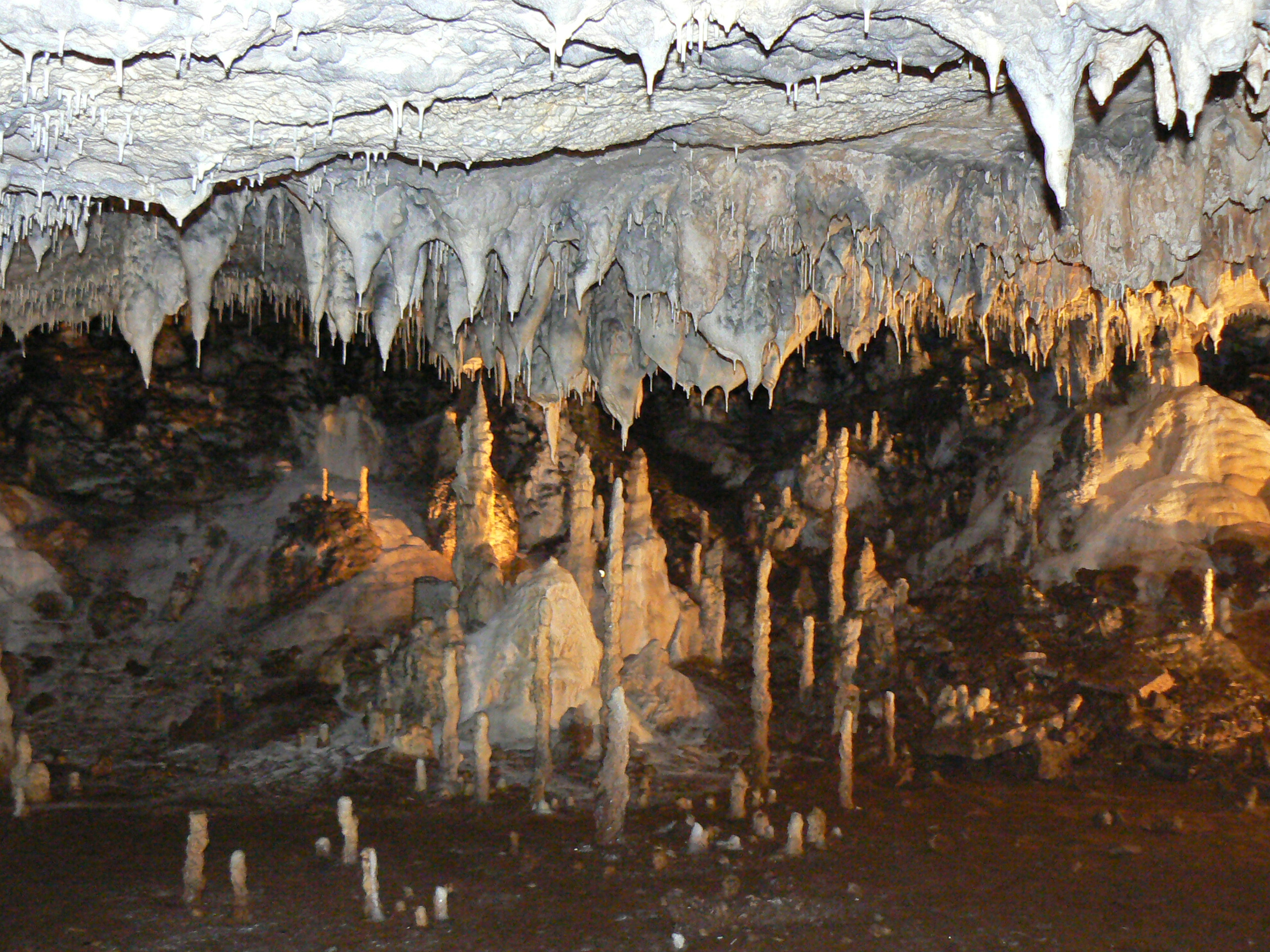
Stalactites et stalagmites (grotte Snejanka, Bulgarie).
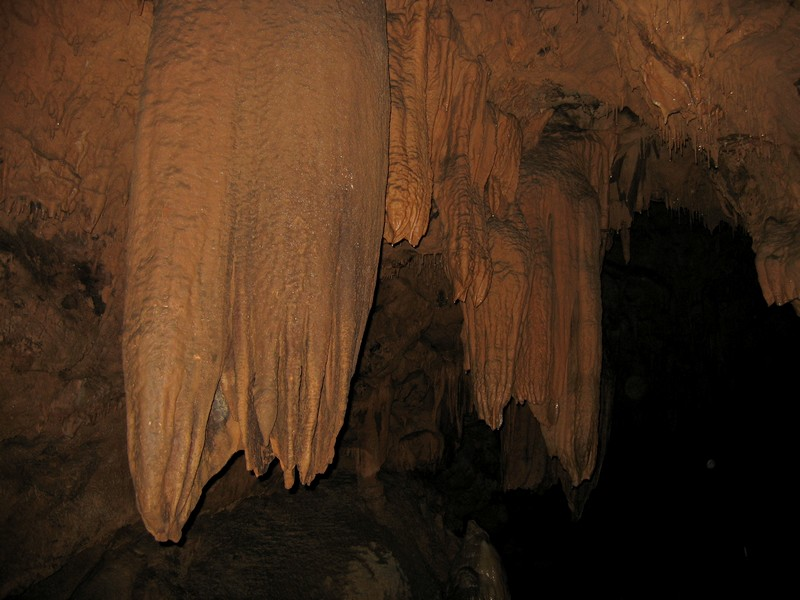
Stalactites (Hérault, France).
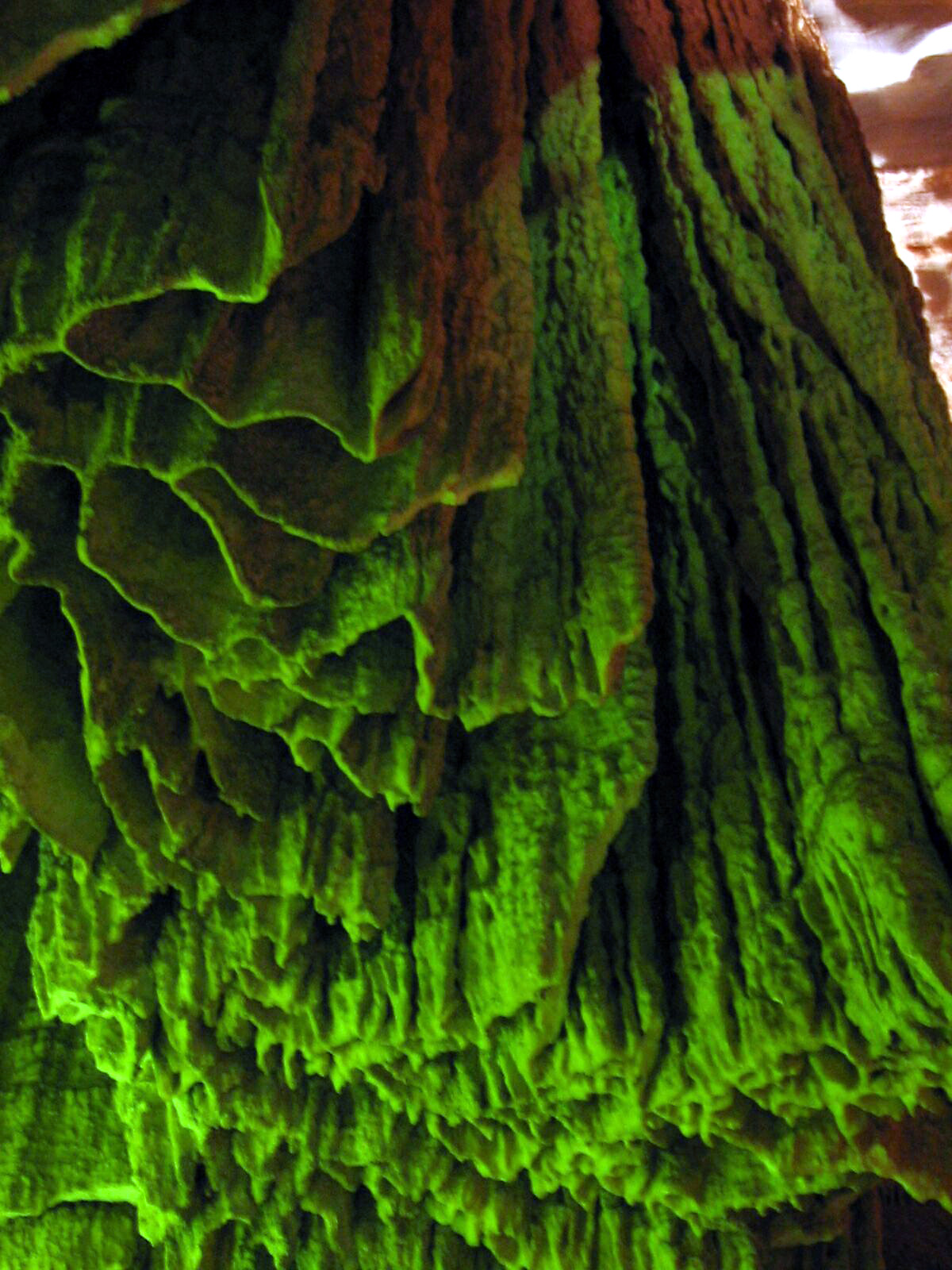
Voiles complexes (grotte de Lapinha, Parc d’État du Sumidouro (en), Brésil).
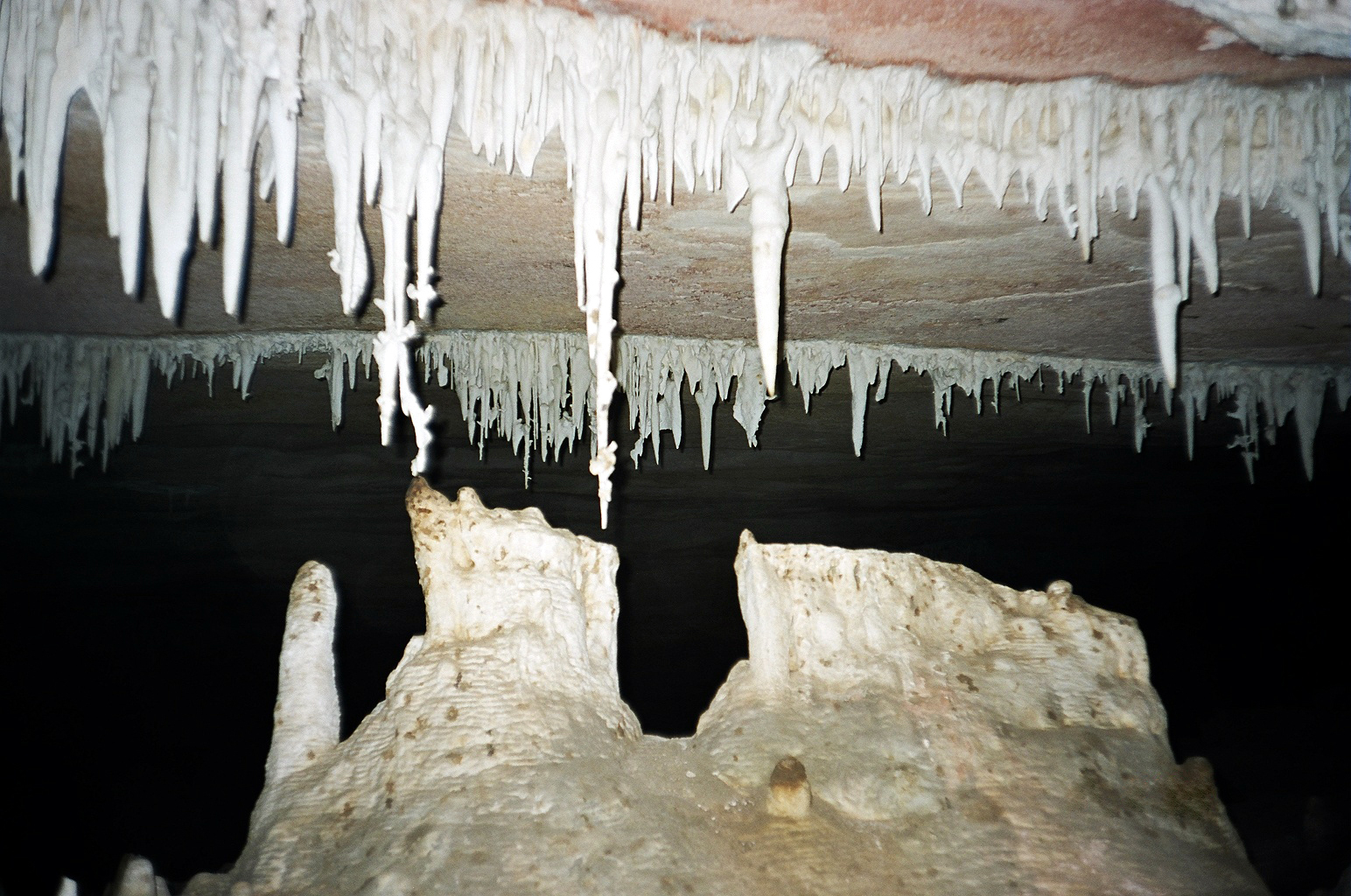
Grotte de Torrinha, Chapada Diamantina (Bahia, Brésil).

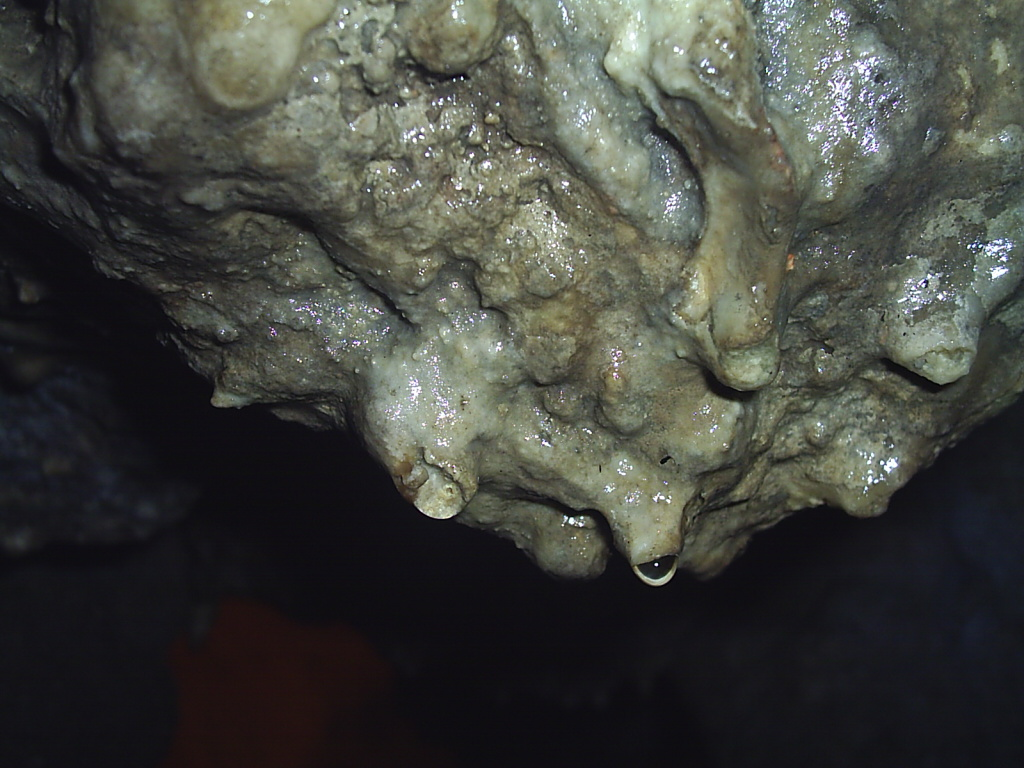
Gouttes d'eau se formant à l'extrémité d'une stalactite (Grotte de Loltun (en), Yucatan).
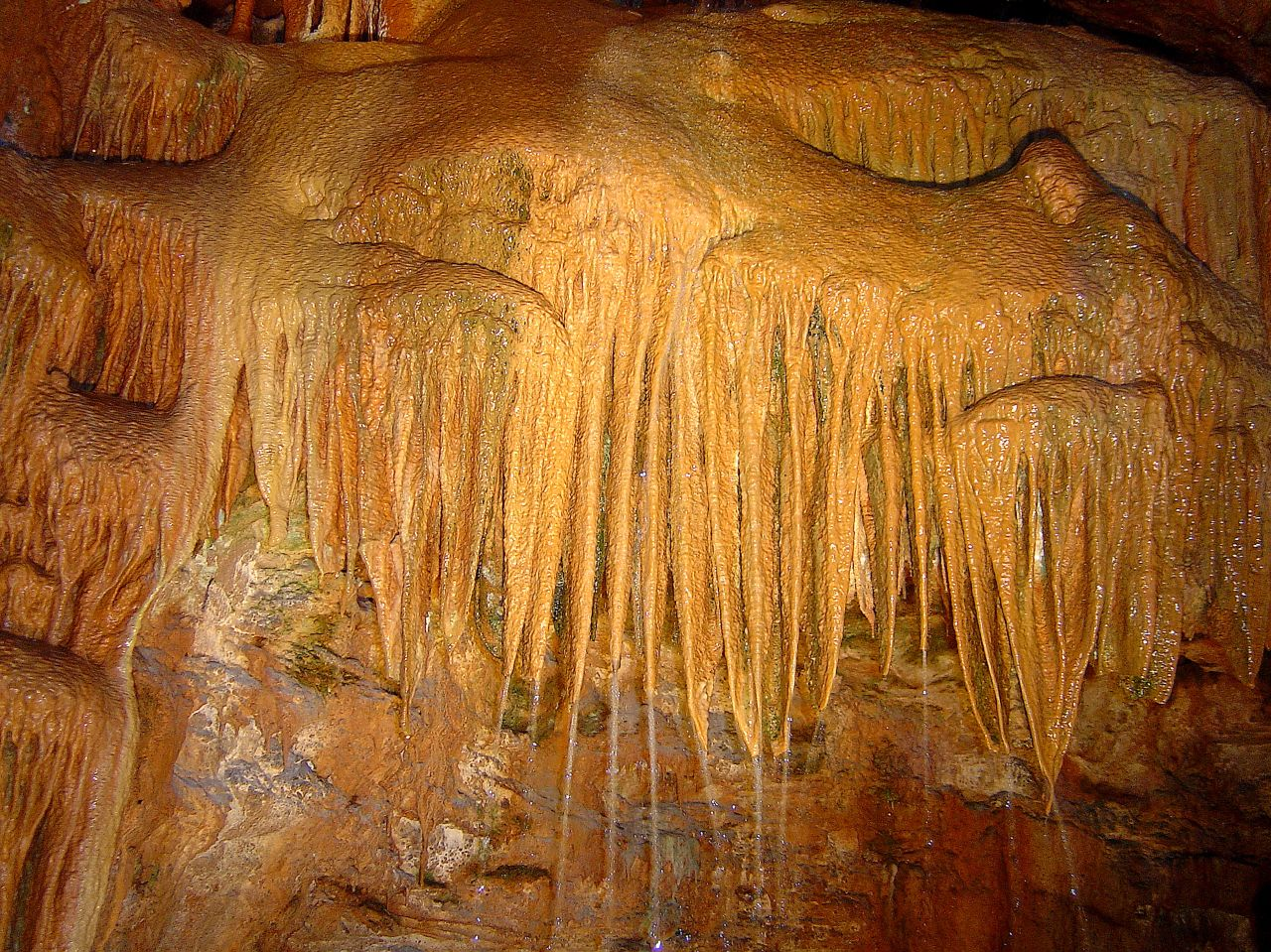
Forme intermédiaire entre stalactites et voiles (Portugal).
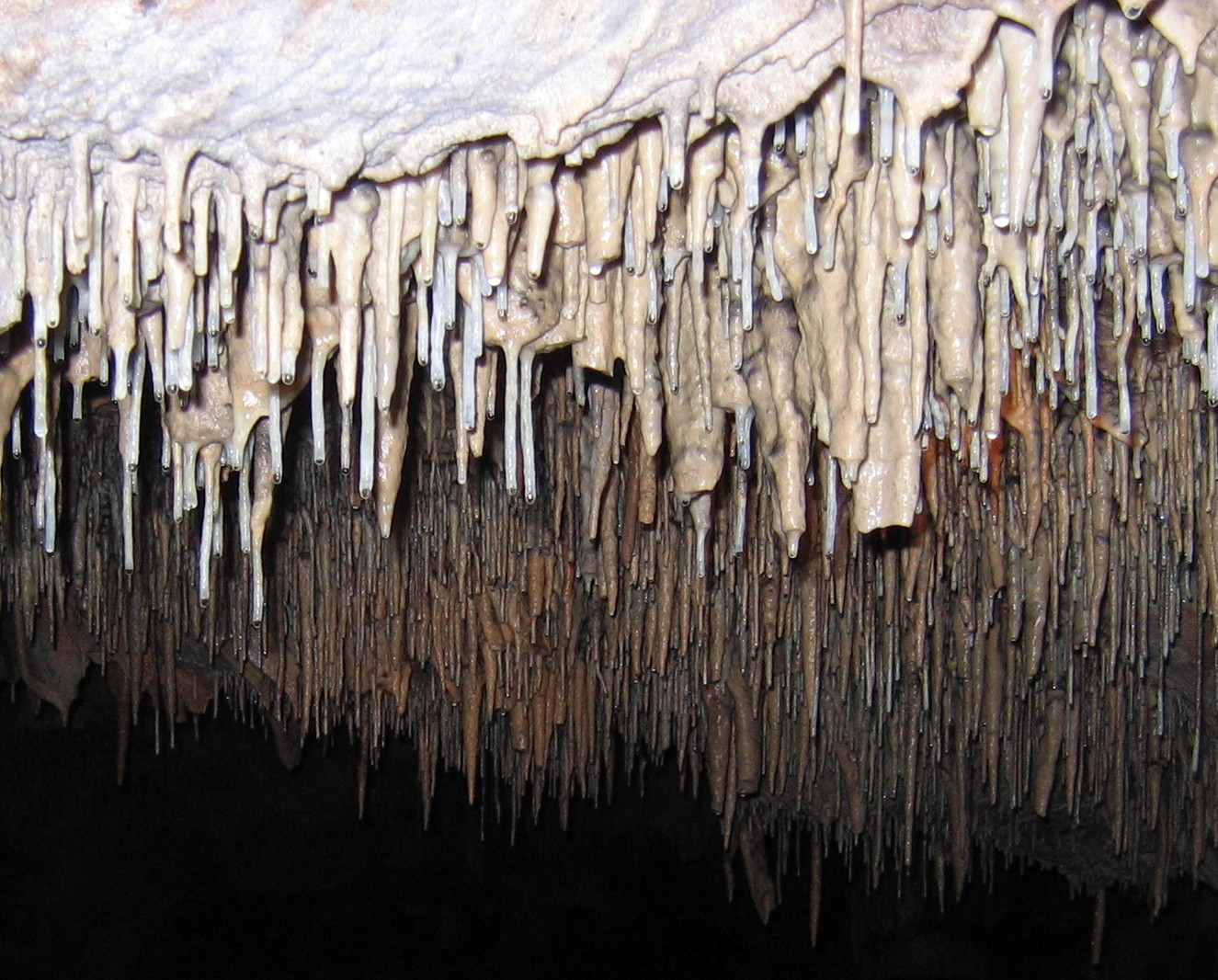
Stalactites (Hérault, France).
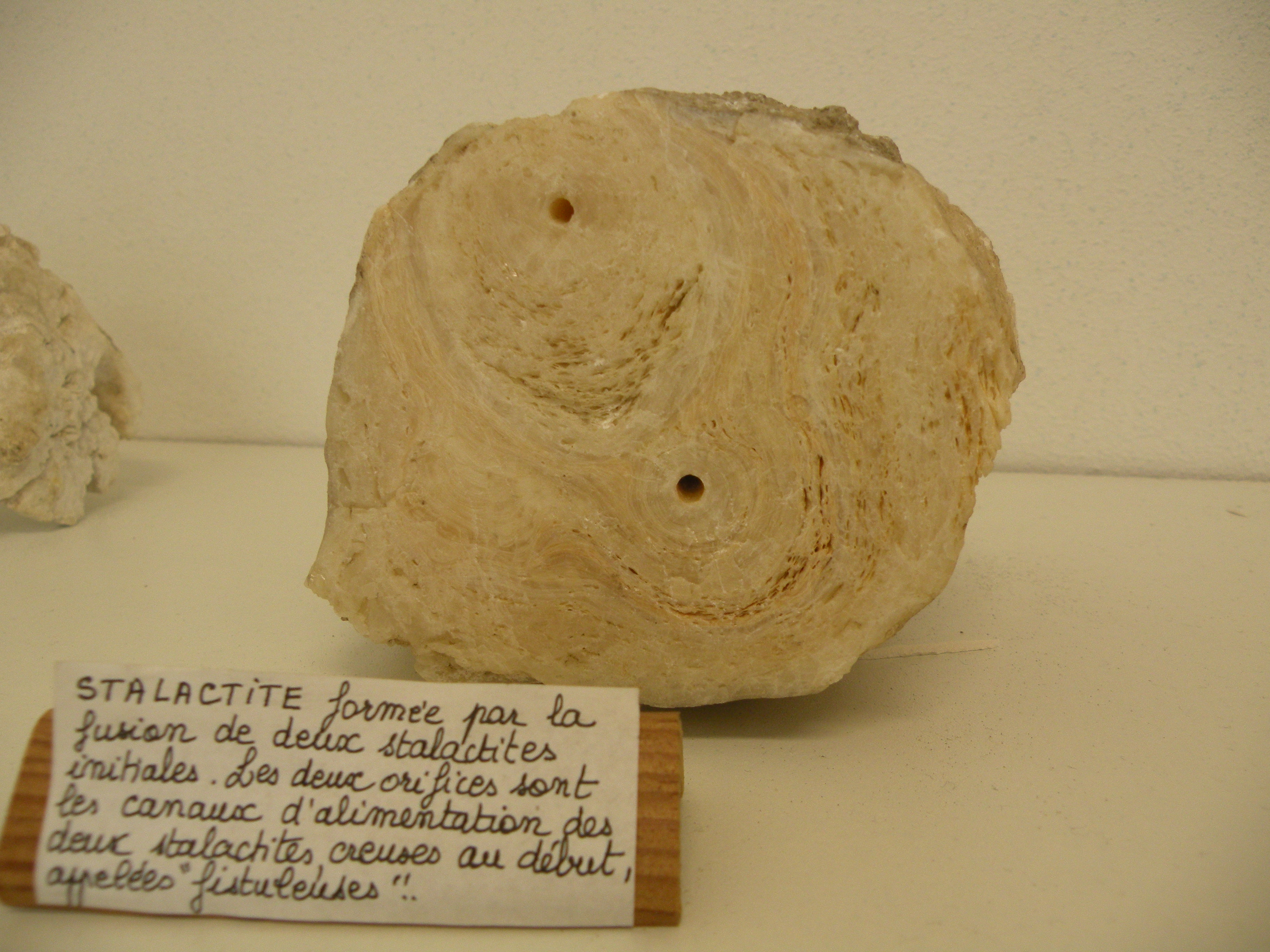
Coupe d'une stalactite.

Par extension, on applique également le terme : 
- aux stalactites de glace qui se forment par recongélation de l'écoulement d'une neige ou d'une glace en fusion qui s'égoutte ;
- aux stalactites de basalte qui se forment au plafond des tunnels de lave ;
- aux stalactites de rouille qui se forment sur les épaves sous-marines.

En architecture, ce sont des motifs ornementaux d'inspiration arabe, également appelés mocarabes ou muqarnas, imitant la forme des stalactites naturelles.

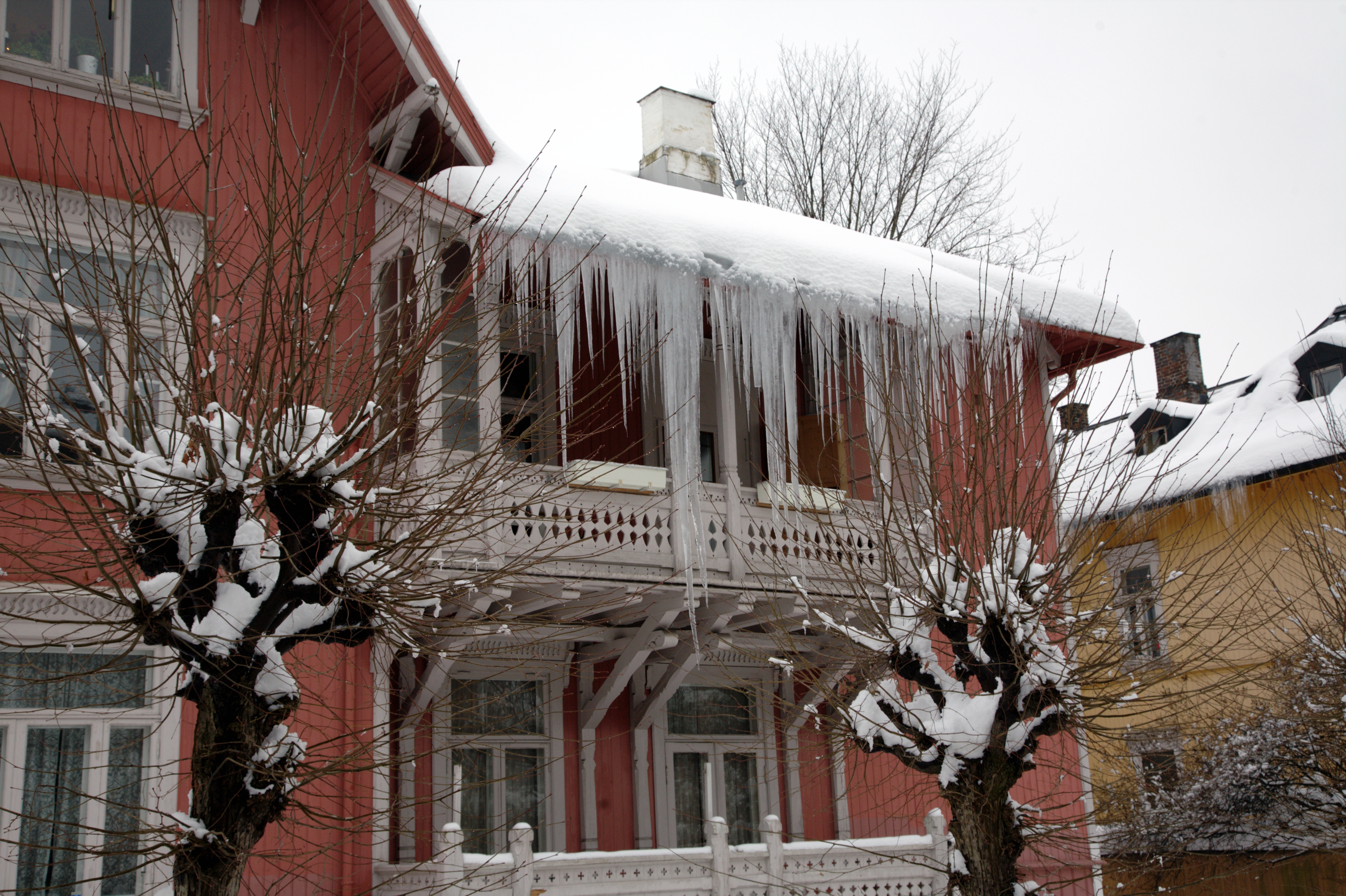
Stalactites de glace accrochées au rebord d'un toit (Oslo - Norvège).
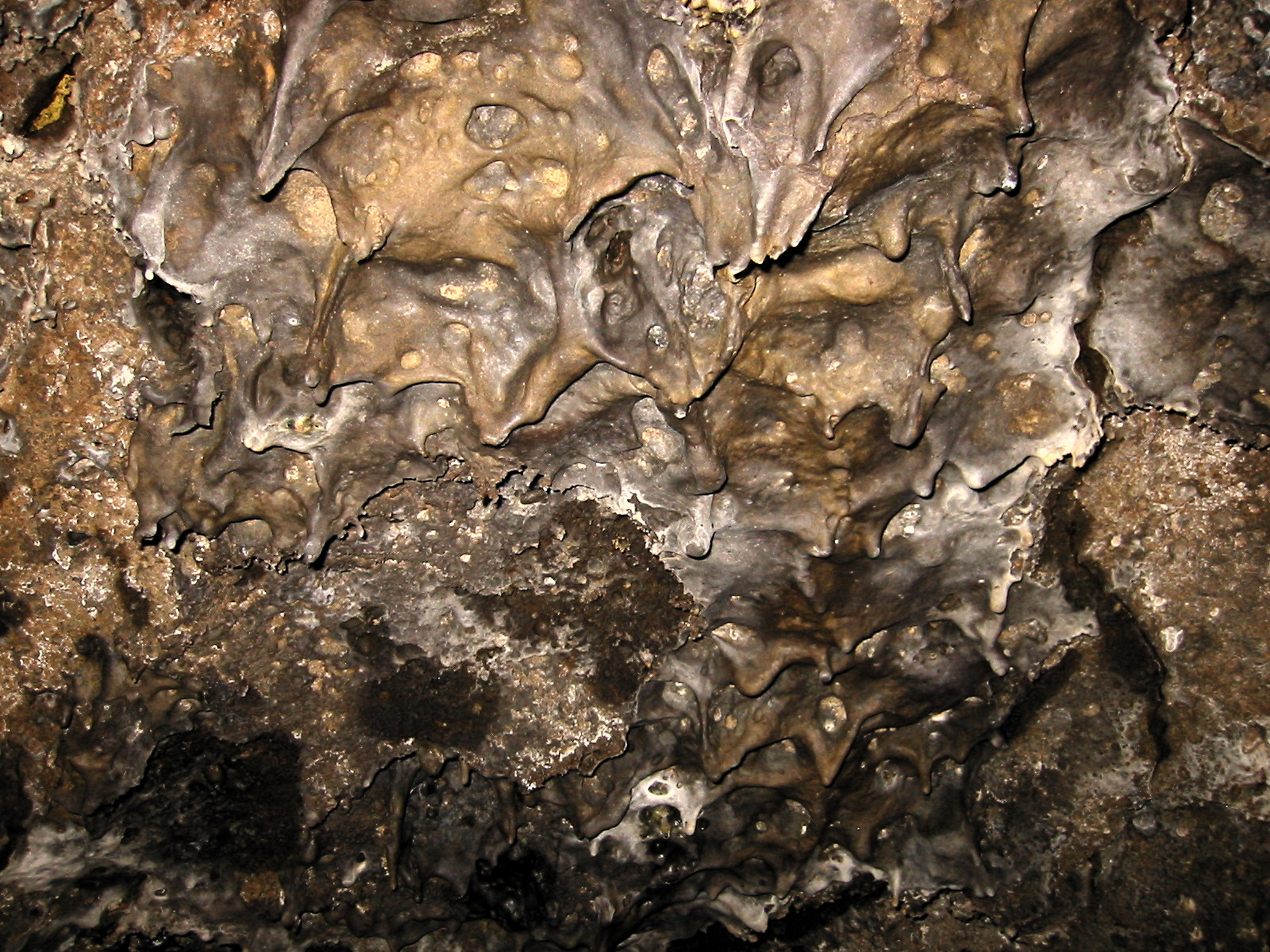
Stalactites de basalte au plafond d'un tunnel de lave (Lava Beds National Monument (les Lits de lave), Californie).
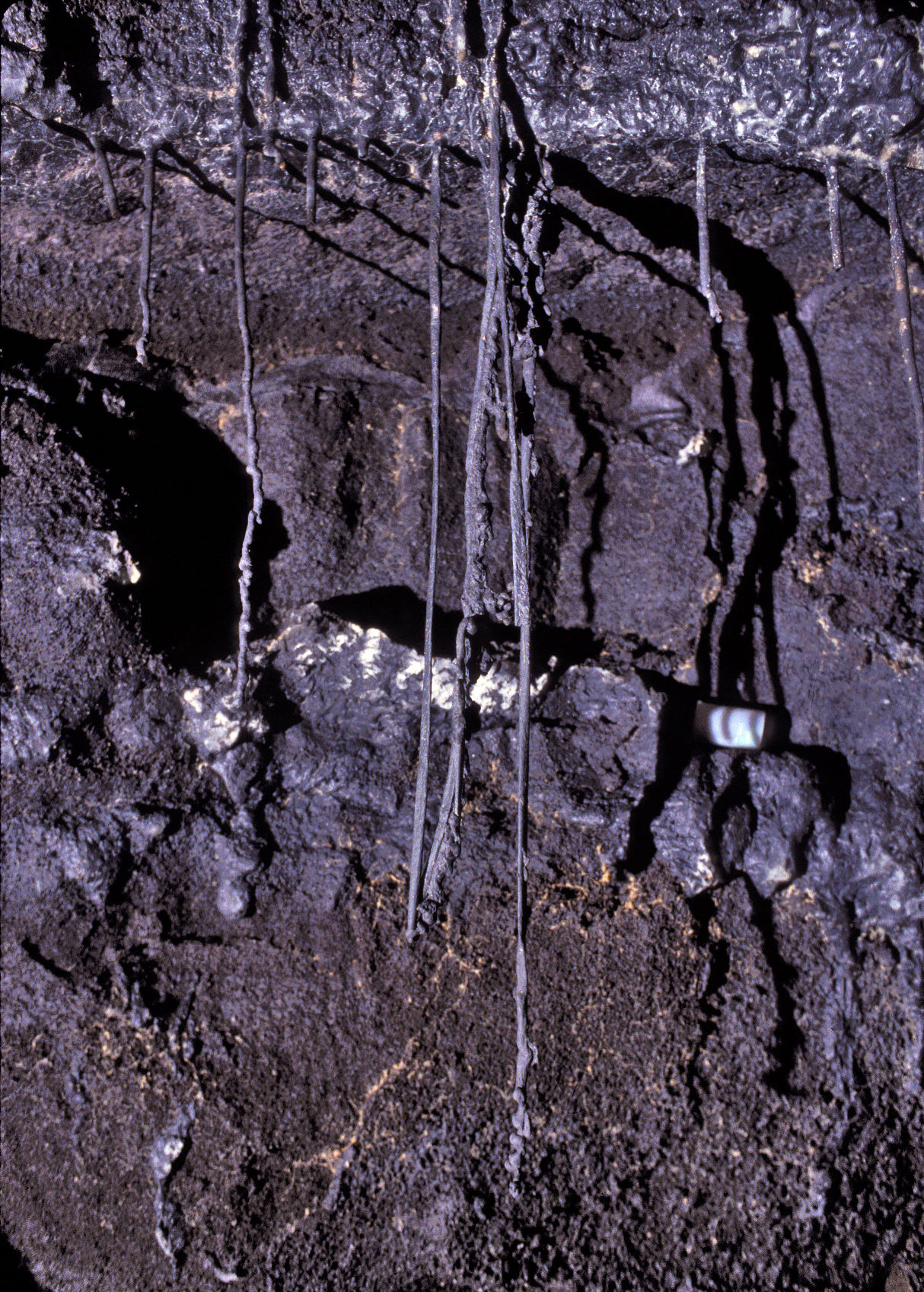
Stalactites de lave tubulaires (Hawaï).
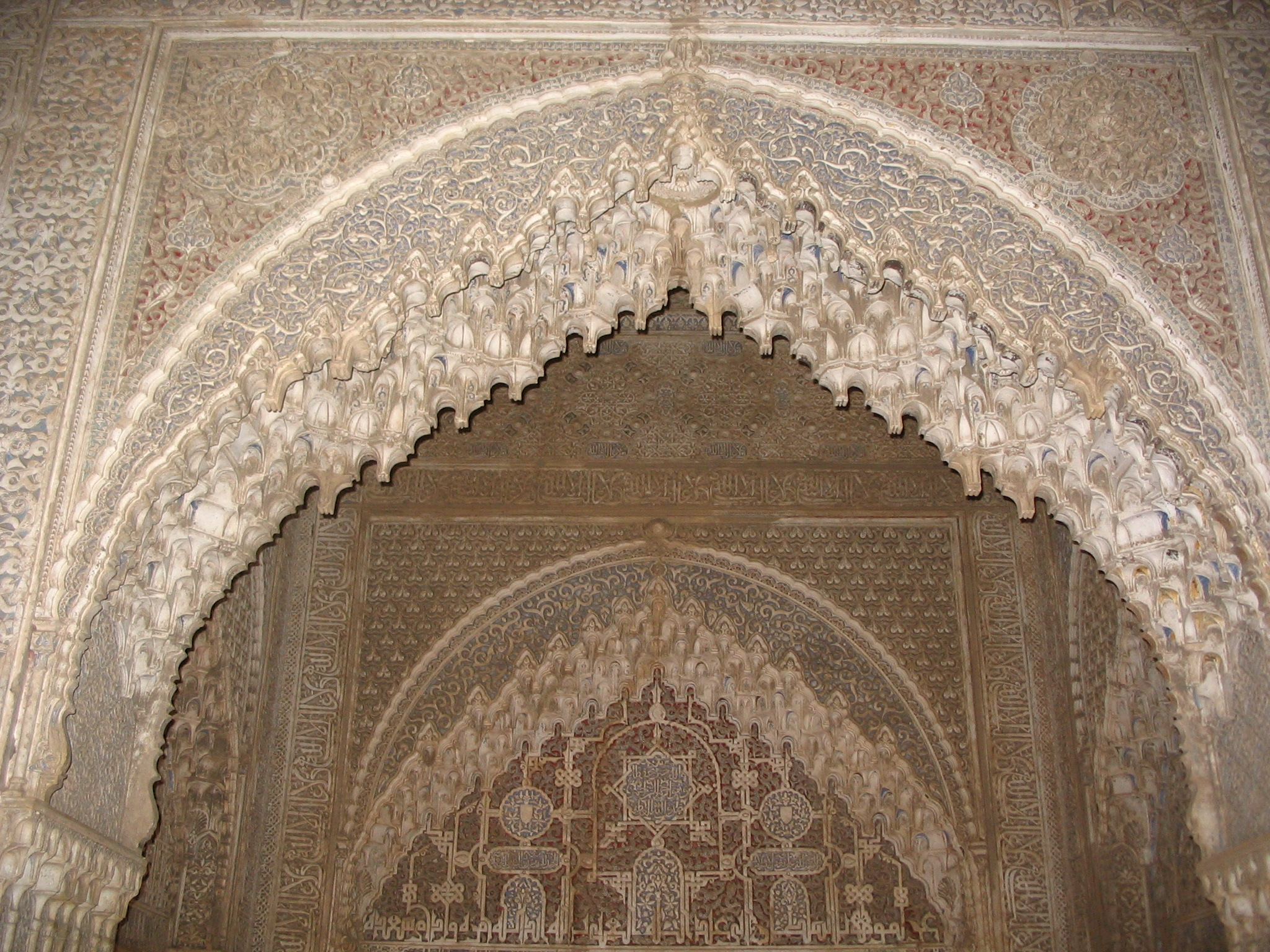
Mocarabes à l'Alhambra (Grenade, Andalousie).